# Балта
Балта (укр. Балта) град је Украјини у Одеској области. Према процени из 2012. у граду је живело 19.311 становника.

## Становништво
Према процени, у граду је 2012. живело 19.311 становника.
| 1979.  | 1989.  | 2001.  | 2012.  |
| ------ | ------ | ------ | ------ |
| 20.929 | 23.293 | 19.962 | 19.311 |